# 아리마 우지시게
아리마 우지시게(일본어: 有馬氏郁, 1831년 ~ 1862년 12월 8일)는 가즈사 고이 번 제5대 번주, 시모쓰케 후키아게 번 초대 번주를 지냈다. 우지노리계 아리마가(氏倫系有馬家) 제9대 당주.
| 전임 아리마 우지사다 | 제5대 고이 번 번주 (셋쓰 아리마가) 1833년 ~ 1842년 | 후임 폐번 |

|  | 제1대 후키아게 번 번주 (셋쓰 아리마가) 1842년 ~ 1858년 | 후임 아리마 우지히로 |